# Tirfi Tsegaye
Tirfi Tsegaye Beyene, (Bekoji, 25 november 1984) is een Ethiopische atlete die is gespecialiseerd in de lange afstanden op de weg. Ze nam eenmaal deel aan de Olympische Spelen, maar won hierbij geen medailles.

## Biografie
Haar eerste overwinning was in 2008 toen ze de marathon van Porto won in 2:35.31. Het jaar daarop was ze tweede in de marathon van Turijn, zesde op het wereldkampioenschap halve marathon in Birmingham en de tweede in de marathon van Shanghai.
In 2010 werd ze tweede in de halve marathon van Parijs, derde in de hele marathon van Parijs en tweede in de Toronto Waterfront Marathon.
In 2011 werd ze wederom tweede in de Shanghai en elfde in de Marathon van Boston. In de halve marathon van Lille werd ze vijfde.
In 2012 won ze de marathon van Parijs en verbeterde het parcoursrecord bij de vrouwen in 2:21.40. Ook in 2012 volgde een derde plaats in de halve marathon van Roma - Ostia.
In 2013 won ze de marathon van Dubai in 2:23.23 en eindigde de marathon van Boston in 2013 met een tijd van 2:28.09 uur op de vijfde plaats.
Op 23 februari 2014 won ze de marathon van Tokio in 2:22.23 uur en op 28 september 2014 de marathon van Berlijn in 2:20.18 uur.
In januari 2016 vierde ze haar overwinning voor de tweede maal op de marathon van Dubai in een nieuw persoonlijk record van 2:19.41. Met deze tijd plaatste ze zich op de twaalfde plaats van de beste marathonloopsters aller tijden. Op de Olympische Spelen van 2016 in Rio de Janeiro eindigde ze op een vierde plaats in 2:24.47. Ze was hiermee minder dat een minuut langzamer dan de winnares Jemima Sumgong uit Kenia, die de wedstrijd won in 2:24.04.

## World Marathon Majors
| Wedstrijd            | Jaar |
| -------------------- | ---- |
| Marathon van Parijs  | 2012 |
| Tokyo Marathon       | 2014 |
| Marathon van Berlijn | 2014 |

## Persoonlijke records
| Onderdeel      | Prestatie | Datum             | Plaats     |
| -------------- | --------- | ----------------- | ---------- |
| 10 km          | 31.57     | 26 februari 2012  | Ostia Lido |
| 15 km          | 47.56     | 26 februari 2012  | Ostia Lido |
| 20 km          | 1:05.37   | 11 oktober 2009   | Birmingham |
| halve marathon | 1:07.42   | 26 februari 2012  | Ostia Lido |
| 25 km          | 1:22.58   | 28 september 2014 | Berlijn    |
| 30 km          | 1:39.17   | 29 september 2014 | Berlijn    |
| marathon       | 2:19.41   | 22 januari 2016   | Dubai      |

## Palmares

### halve marathon
- 2009: 6e WK - 1:09.24
- 2010:  halve marathon van Parijs - 1:11.13
- 2011: 5e halve marathon van Lille - 1:11.55
- 2012:  halve marathon van Ostia - 1:07.42
- 2013:  halve marathon van Luanda - 1:11.52

### marathon
- 2008:  marathon van Porto - 2:35.31,5
- 2009:  marathon van Turijn - 2:29.04
- 2009:  marathon van Shanghai - 2:28.16
- 2010:  marathon van Parijs - 2:24.51
- 2010:  marathon van Toronto - 2:22.44,0
- 2010:  marathon van Shanghai - 2:29.11
- 2011: 11e marathon van Boston - 2:27.29
- 2011:  marathon van Shanghai - 2:24.12
- 2012:  marathon van Parijs - 2:21.40
- 2012:  marathon van Berlijn - 2:21.19
- 2013:  marathon van Dubai - 2:23.23
- 2013: 5e marathon van Boston - 2:28.09
- 2013: 7e marathon van Frankfurt - 2:26.57
- 2014:  marathon van Tokio - 2:22.23
- 2014: 4e marathon van Milaan - 2:36.23
- 2014:  marathon van Berlijn - 2:20.18,3
- 2015:  marathon van Londen - 2:23.41
- 2015: 8e WK - 2:30.54
- 2016:  marathon van Dubai - 2:19.41
- 2016:  Boston Marathon - 2:30.03
- 2016: 4e OS - 2:24.47